# Северин, Иван Кириллович
Иван Кириллович Северин (1922—1943) — участник Великой Отечественной войны, командир роты 955-го стрелкового полка 309-й стрелковой дивизии 40-й армии Воронежского фронта, старший лейтенант. Герой Советского Союза.

## Биография
Родился 27 августа 1922 года в селе Хмелёв, ныне Роменского района Сумской области Украины, в семье крестьянина. Украинец.
После окончания 7 классов, в 1939 году поступил в Макеевское горнопромышленное училище. По окончании работал электрослесарем на шахте.
В Красную Армию призван в 1941 году. В 1942 году окончил Рубцовское военное пехотное училище и с июля 1942 находился на фронте. Воевал на Воронежском и 1-м Украинском фронтах в звании старшего лейтенанта. Член ВКП(б) с 1942 года.
Иван Северин погиб в бою 28 декабря 1943 года.
Похоронен в братской могиле в посёлке городского типа Ржищев Киевской области Украины.

### Подвиг
Командир роты 955-го стрелкового полка (309-я стрелковая дивизия, 40-я армия, Воронежский фронт) старший лейтенант Иван Северин в ночь на 22 сентября 1943 года во главе группы бойцов преодолел Днепр в районе хутора Монастырёк Кагарлыкского района Киевской области Украины. В бою за плацдарм участвовал в рукопашной схватке, отражении нескольких контратак противника, нанеся ему значительный урон.

## Награды
Указом Президиума Верховного Совета СССР от 23 октября 1943 года за мужество и отвагу, проявленные при форсировании Днепра, старшему лейтенанту Ивану Кирилловичу Северину присвоено звание Героя Советского Союза с вручением ордена Ленина и медали «Золотая Звезда». Также награждён медалью «За отвагу».

## Память
- В городе Ромны Сумской области на Аллее Героев установлен памятный стенд И. К. Северина.
- О ратном пути Ивана Кирилловича Северина рассказывается в экспозиции Сумского областного краеведческого музея:

19 августа 1943 года 309-я стрелковая дивизия освободила город Лебедин Сумской области. В те дни 955-й стрелковый полк неоднократно отражал вражеские контратаки. При этом отличилась 1-я рота старшего лейтенанта Северина. Своими решительными действиями воины подразделения способствовали успешному продвижению полка вдоль реки Псёл в юго-западном направлении.
По мере приближения к реке Сула сопротивление врага возрастало, он цеплялся за каждый рубеж, за каждую высоту. Но несмотря на это наши войска форсировали реку и 13 сентября освободили город Лохвицу на Полтавщине. Умело действовал первый батальон 955-го стрелкового полка. Его роты одновременно стремительной атакой захватили три моста через Сулу в районе города. Солдаты роты Северина отразили все контратаки противника. Мост был удержан до подхода главных сил полка. Подразделение Северина принимало участие в освобождении города Пирятина. Ночью рота форсировала реку Удай в районе Заречья, но вскоре была обнаружена противником. Гитлеровцы открыли сильный огонь и предприняли несколько контратак. Однако им не удалось сбросить в реку наших солдат. Многие воины отличились при форсировании реки Удай и освобождении Пирятина. Среди них были и сумчане — командир роты Иван Северин и рядовой Михаил Мирошник, которые впоследствии стали Героями Советского Союза.
21 сентября 1943 года подразделения 955-го стрелкового полка 309-й Пирятинской стрелковой дивизии вышли к Днепру в районе Переяслава-Хмельницкого. Командир 1-й стрелковой роты старший лейтенант Иван Северин получил приказ захватить плацдарм на противоположном берегу реки. Группа бойцов во главе с Севериным под сильным огнём противника в ночь на 22 сентября высадилась на правом берегу. Советские воины вступили в бой с превосходящими силами врага. Гранатами и автоматным огнём они выбили противника из траншей, уничтожив при этом более двух десятков гитлеровцев.
Противник пытался ожесточенными контратаками сбросить наших бойцов в реку. Фашисты трижды контратаковали смельчаков, но успеха не достигли. Советские воины неуклонно продвигались в глубь вражеской обороны. В этом бою старший лейтенант Северин лично уничтожил двенадцать гитлеровцев.
Форсировав Днепр, советские войска продолжали наступление. В последующих боях успешно действовало и подразделение старшего лейтенанта Северина. В одной из ожесточенных схваток с врагом Иван Кириллович Северин погиб смертью храбрых.
— У храбрых есть только бессмертие.